# Estado Kachin
El Estado Kachin o Estado de Kachin (Jingphaw Mungdan) es el estado más septentrional de Myanmar. Limita con China por el norte y el este, con el Estado de Shan por el sur, y la división de Sagaing y la India por el oeste. La capital del estado es Myitkyina. Otra ciudad importante se llama Bhamo.
La montaña más alta de Birmania se encuentra en este estado. Su nombre es Hkakabo Razi, y tiene 5.889 metros de altura, conformando el extremo sur del Himalaya. El mayor lago de Birmania, el lago Indawgyi también se encuentra en este Estado.

## Población
La mayoría de los 1,4 millones de habitantes del Estado son de la etnia kachin, también llamada jingpo. El Estado alberga oficialmente otros 13 grupos étnicos, entre los que se encuentran el bamar, rawang, lisu, zaiwa, maru, yaywin, lawngwaw, lachyit y shan. No se ha realizado un censo en casi un siglo. Las estadísticas oficiales del gobierno dicen que la distribución por religiones es 57,8% budista y 36,4% cristianos. El idioma kachin es la lengua franca del estado. Existe una versión escrita del mismo que utiliza el alfabeto latino.

## Economía
La economía de Kachin se basa predominantemente en la agricultura. Los principales productos son el arroz y la caña de azúcar.

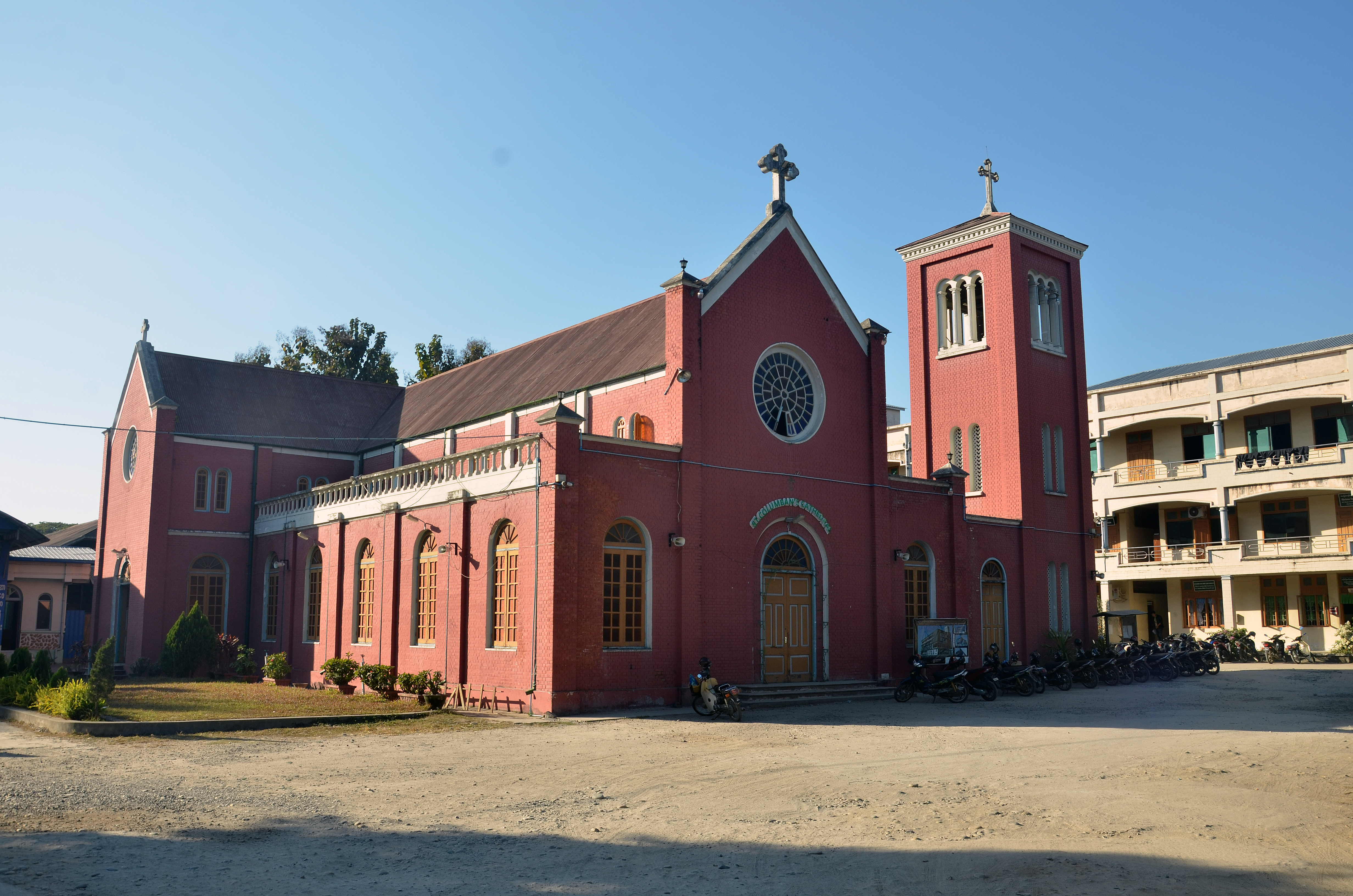
Catedral católica en Myitkyina